# Cypholomia
Cypholomia is een geslacht van vlinders van de familie grasmotten (Crambidae).

## Soorten
- C. amphiaula Meyrick, 1934
- C. amphisula Meyrick, 1934
- C. crypsibela Meyrick, 1934
- C. drosocapna (Meyrick, 1933)
- C. leptodeta Meyrick, 1933